# Vendelina
A Vendelina a Vendel férfinév női párja.

## Gyakorisága
Az 1990-es években szórványos név, a 2000-es években nem szerepel a 100 leggyakoribb női név között.

## Névnapok
- október 7.[2]
- október 20.[2]